# Блакитний тризуб
Блакитний тризуб-2017 — командно-штабні навчання з практичними діями військ (сил) Повітряних Сил Збройних Сил України, які розпочалися 14 червня 2017 року.
До проведення навчань залучаються органи військового управління різних рівнів, а також визначені сили і засоби всіх родів авіації, підрозділів зенітних ракетних та радіотехнічних військ.
У ході навчання офіцери органів військового управління удосконалять навички із здійснення ефективного планування на застосування військ (сил) у ході відбиття ударів засобів повітряного нападу противника та завдання авіаційних ударів по об’єктах (угруповань військ) у відповідь.
Під час практичної фази навчань будуть відпрацьовані практичні дії, зокрема, із виконанням на авіаційних полігонах льотно-тактичних завдань з бойовою стрільбою та практичним бомбометанням, здійснення маршу та переміщення у нові райони бойового призначення підрозділів протиповітряної оборони, прикриття від ударів з повітря важливих об’єктів та угруповань військ, практичного десантування військ та вантажів парашутним способом у визначених планом навчань районах, до яких залучатимуться підрозділи Високомобільних десантних військ Збройних Сил України, тощо. У ході практичних дій активно впроваджуватиметься бойової досвід набутий підрозділами під час виконання завдань в районі проведення АТО.
Також, під час навчань значна увага приділятиметься питанням організації та підтримки взаємодії між силами і засобами Збройних Сил України, інших військових формувань та правоохоронних органів при прийнятті управлінських рішень на відбиття повітряного нападу противника за різних умов повітряної обстановки, а також виконання інших завдань частинами і підрозділами Повітряних Сил Збройних Сил України.